# Picco Gugliermina
Il Picco Gugliermina (3.893 m s.l.m.) o Punta Gugliermina (in francese, Pic Gugliermina e Pointe Gugliermina rispettivamente) è una montagna del massiccio del Monte Bianco situata nel versante italiano. Si trova nel Gruppo del Peuterey.

## Caratteristiche
La vetta è collocata tra Les Dames Anglaises e l'Aiguille Blanche de Peuterey.
Prende il nome dai fratelli Giovanni Battista e Giuseppe Gugliermina che salirono molte punte nei Contrafforti italiani del Monte Bianco. I fratelli originari della Valsesia sono famosi per le loro numerose vie aperte sulla montagna di casa, la parete valsesiana del Monte Rosa.
Il bivacco Piero Craveri è costruito sul colle che separa il Picco Gugliermina dalle Dames Anglaises.

## Ascensioni

### Prima ascensione
La prima ascensione del Picco Gugliermina venne effettuata per la prima volta il 24 agosto 1914 da Giovanni Battista Gugliermina e Francesco Ravelli per la cresta sud-est, l'attuale via normale.

### Concatenamenti
- Aiguille Noire de Peuterey (via Ratti-Vitali), Picco Gugliermina (via Gervasutti-Boccalatte), pilone centrale del Freney (via Bonington) - 1-15 febbraio 1982 - Concatenamento realizzato in solitaria da Renato Casarotto.[2]

## Vie alpinistiche

### Parete sud-ovest
- Via Gervasutti-Boccalatte - 17-18 agosto 1938 - Prima salita di Giusto Gervasutti e Gabriele Boccalatte.[3]
- Via Diretta - 11-13 luglio 1971 - Prima salita di David Belden e Andrzej Mroz.[4]
- Via Grassi-Meneghin - 23 luglio 1982 - Prima salita di Gian Carlo Grassi e Isidoro Meneghin.[4]
- Moonlight Shadow - 5-6 ottobre 1986 - Prima salita di Jean-Marc Boivin e Laurent Broisin.[4]

## Galleria d'immagini

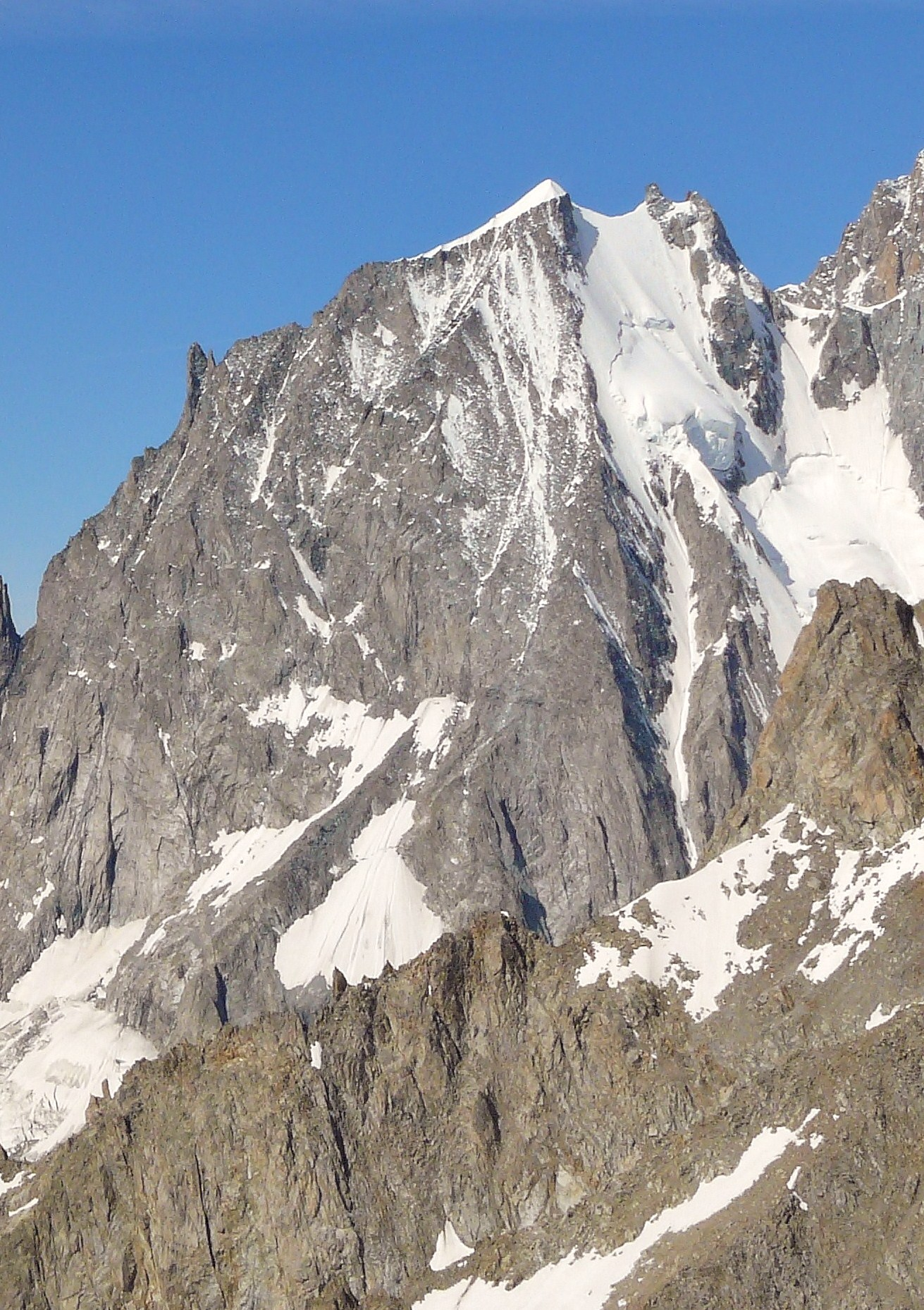
Il Picco Gugliermina da nord-est: è la guglia a sinistra della più alta Aiguille Blanche de Peuterey